# 山形県野球場
山形県野球場（やまがたけんやきゅうじょう）は、山形県東村山郡中山町の中山公園内にある野球場。山形県都市公園条例（昭和55年山形県条例第17号）に基づき「中山公園」の「野球場」として設置されている施設のことで、県の広報等では「山形県野球場」と広く通称されている。
山形県内を事業拠点とするヤマリョー株式会社が施設命名権（ネーミングライツ）を取得しており、2023年4月1日から呼称を「ヤマリョースタジアム山形」としている（施設命名権に関する詳細は後述）。

## 概要・歴史
江戸時代には、村山地方と庄内地方とを結ぶ六十里越街道（現在は国道112号や山形自動車道が代替）が最上川舟運と交差する結節点だった中山町大字長崎では、最上川河川敷や自然堤防上に、往時のような人の集まる施設を数々設置しており、中山公園もその1つである。
そのような中山公園内に県野球場が1980年に竣工した。以来、高校野球や社会人野球などアマチュア野球公式戦が行われている。1985年、プロ野球のナイター開催に対応した照度を確保できる照明設備が追加設置された。
2005年のシーズンから東北楽天ゴールデンイーグルスの二軍が本球場を本拠地として使用しており、楽天主催のイースタン・リーグ公式戦の多くが本球場で開催されている他、パ・リーグ（一軍）公式戦も不定期で開催されている。楽天が二軍の本拠地としてからは、2006年9月30日と2007年9月29日にファーム日本選手権、2008年8月2日にフレッシュオールスターゲームが開催された。
しかし2008年9月29日、楽天は2006年のシーズンから3年間契約で県と交わしていた「本拠地協定」を11月30日の満期以降、自動延長しない方針を明らかにした。この協定では「楽天はイースタン公式戦主催試合の半数以上を山形県内で行う」事などが取り決められていたものの、球団創設の2005年以来、山形を二軍本拠地とした4シーズンの間は、同県内での主催1試合あたりの平均観客数は当初目標としていた1,000人に及ばなかった。さらに本球場は一軍本拠地の宮城県仙台市から約80km離れており、移動による負担がデメリットになっている。楽天はこうした問題点を挙げた上で「自動的な契約延長はしない。山形にはこれまで4年間お世話になっており、今後慎重に検討を重ねたい」と話した。
その後協議を経て10月16日、楽天はかねてから二軍本拠地の誘致を進めていた宮城県宮城郡利府町にある利府町中央公園野球場を翌2009年のシーズンから二軍本拠地に追加する方針を決定し、山形県と利府町に報告。その後11月17日のプロ野球実行委員会で正式に承認され、本球場は引き続き楽天の二軍本拠地として継続されることになった。ただし前述の問題などもあって、その後の協議で山形県内での試合開催ペースは月間1カード程度にまで削減され、さらに県内で開催する過半の試合の開催地は同じく準本拠地として使われていた天童市スポーツセンター野球場となった。2014年には山形県内での試合は8試合と過去最少となり、その内、本球場での試合は1試合のみで、本拠地としての体をなしていなかった。
そして2015年の11月に、イースタンリーグからの要請により二軍本拠地が利府に正式に一本化され、楽天二軍は本球場から撤退した。
竣工から30年を経過して老朽化が著しく、山形県では近年、設備改修を相次いで実施している。2009年のシーズン終了後の改修工事ではフィールドの両翼が91mから100mに拡張し、2013年春にはスコアボード棟を全面改築し、フルカラーLED方式へリニューアル。2014年には外野の天然芝の張り替えと、内野の土の入れ替えが行われた。

## 施設命名権
施設命名権（ネーミングライツ）による名称の変遷
- 山形蔵王タカミヤホテルズスタジアム（2008年4月1日 - 2011年3月31日）
- 荘内銀行・日新製薬スタジアムやまがた（2011年4月1日 - 2023年3月31日）
- ヤマリョースタジアム山形（2023年4月1日 - ）

※命名権導入後も、県条例上の施設名称「中山公園野球場」および通称名「山形県野球場」はいずれも引き続き使用している。

### 山形蔵王タカミヤホテルズスタジアム
県は2006年2月、本球場の施設命名権（ネーミングライツ）購入先の募集を開始。呼称に「山形」（ひらがな等でも可）を含むことを取得条件とし、売却条件は「年額1,000万円以上」に設定された。しかし、この1回目の募集では目ぼしい反応がなく、応募企業は現れなかった。
そこで県は8月、野球場を「年額800万円以上」に条件を減額し、さらに山形県総合運動公園陸上競技場についても「同2,000万円以上」の条件を設定して、2回目の募集を約3ヶ月間実施。興味を示した企業が数社現れたものの、野球場は二軍の本拠地であり、また競技場をホームとするJリーグのモンテディオ山形もJ1昇格を逃すなど露出機会の増加が見込めなくなった上、施設内容などを考慮すると設定額の割高感が払拭できず、この2回目の募集でも応募企業は現れなかった。
2007年2月に実施した募集では競技場のみを対象とし、売却条件を「年額1,200万円以上」に減額した結果、3月に売却先が決まり、呼称を「NDソフトスタジアム山形」とすることが決まった。この2月の募集では野球場については売却を見送っていたが、11月26日から約1ヶ月間、野球場の売却条件を当初の半額となる「年額500万円以上」に減額した上で3度目の募集を行った。県はこの間、県内91社を訪問して売り込みを図り、このうち反応がよかった8社に絞り込んで取得交渉を行ったところ、山形市の蔵王温泉と鶴岡市の湯野浜温泉で「タカミヤホテルグループ」を展開する株式会社高見屋旅館1社が年額500万円、契約期間は2008年4月1日から2011年3月31日までの3年間の条件で取得を決めた。両者は12月21日に契約に合意し、呼称を「山形蔵王タカミヤホテルズスタジアム」（やまがたざおうタカミヤホテルズスタジアム）とすることが決定した。高見屋旅館の吉岡昌次取締役支配人は「スポーツ振興を目的としている点に共感した」と取得理由を述べた上で、呼称に「蔵王」を加えたことについて「スキーシーズンの冬以外にも蔵王温泉をアピールしたいと考えた」と話した。
しかし、この呼称は非常に長いため、認知されづらくなる恐れがあった。そこで高見屋旅館は命名権取得決定を受け、同社のWebサイトなどで略称アイディアの一般公募を実施。1月22日に県庁で行われた正式契約を交わす席上で略称が発表された。公募には約130件の案が寄せられ、その中から選定した結果「山形」と「蔵王」をイニシャル化し、アクセントとして間に"."（ドット）を挿入した「YZ.タカスタ」（ワイゼット・タカスタ）に決定した。なお採用された応募者には同社グループで利用できるペア宿泊券が贈呈された。報道などではこの略称の他、所在地を冠した「山形タカスタ」などの略称も使用された。

### 荘内銀行・日新製薬スタジアムやまがた
県は2011年春で高見屋旅館との命名権契約が満了する当球場について、2010年10月25日から12月15日までの間、2011年度以降の命名権購入先の募集を行った。契約期間は現契約と同様3年間とし、契約金額は年額400万円以上と条件を引き下げた。これは楽天の二軍公式戦の開催数が減少したことや、景気低迷が続く経済状況なども考慮したものだったが、募集期間中には応募企業はなかった。また高見屋旅館も前述の事由や宣伝効果などを考慮し、契約更新を見送った。
これを受けて県では同年末までの間、企業訪問でセールスを進めるなど同一条件でのスポンサー探しを続けた結果、鶴岡市に本店を置く荘内銀行と天童市に本社を置く日新製薬の2社が共同で命名権を取得する意向を県側に示したため、県とともに年末年始にかけて調整を行った結果、両社は2011年1月6日付で正式に共同で応募した。
そして1月11日、県と両社は契約内容について大筋で合意し、2011年度以降のスポンサーが内定した。契約期間は高見屋旅館との契約が満了する翌日の2011年4月1日から2014年3月31日までの3年間、契約金額は年額400万円で、呼称は両社の社名を組み合わせた「荘内銀行・日新製薬スタジアムやまがた」（公式略称は「荘銀・日新スタジアム」）となることが決定した。内定を受け、荘内銀行は「命名権者として3年間、県の野球振興に協力していく」、日新製薬は「同じ意識を持った荘内銀行と共に、何とか地域の力になりたいと決断した」と、それぞれ取得の理由をコメントした。吉村美栄子山形県知事は同日の記者会見で「両社の思いを受け止め、施設利用者サービスの向上に努めていきたい」と述べた。
県と両社は3月7日、山形県庁で基本合意書を締結。県からは吉村知事が、荘内銀行からは國井英夫頭取、日新製薬からは大石俊樹社長がそれぞれ出席して合意書を取り交わした。吉村知事は「選手の熱気、観客の大きな声援がスタジアムを包み込む日が来ることを待ち遠しく思っている。みんなで盛り上げていきたい」と挨拶した。なお、正式契約書は契約初日の4月1日付で締結した。
2014年1月に契約を更新し、2017年3月31日までの3年間、年額500万円で引き続き命名権を保持することとなった。
2017年3月、2020年3月31日までの3年間、年額も変わらず500万円で再び命名権契約が更新された。
2020年3月、2023年3月31日までの3年間、年額300万円で命名権契約が更新された。

### ヤマリョースタジアム山形
県は2023年3月14日、石油・ガス卸小売業のヤマリョー株式会社（山形市）と3年契約で新たな命名権契約を締結した。金額は過去最高の年600万円。呼称はヤマリョースタジアム山形とし、略称はヤマリョースタジアム。

## 主なエピソード
- 1987年に開催された日本ハムファイターズ対南海ホークス戦で、南海・山本和範の打球がライナーで外野フェンスの金網部を直撃し、そのままフェンスをすり抜けてスタンドに入り、エンタイトル二塁打となる珍事があった。
- 1989年5月13日に開催された日本ハム対ロッテオリオンズ7回戦で、ロッテ先発の村田兆治が完投でプロ通算200勝を達成した。同年の村田は通算199勝目を挙げてから、当時本拠地だった川崎球場での試合に2度先発したものの、いずれも勝ち投手にはなれなかった。球団は営業面のメリットなどから本拠地の川崎で且つ集客の見込める週末の試合での達成を期待していたが、その思惑が外れた格好となった。その後半月近くローテーションが開いた後、ようやく山形でのビジター戦で達成した。地方球場での200勝達成は稀少例で球場正面には現在、村田の「マサカリ投法」のフォームをモチーフにした200勝達成記念レリーフが設置されている。
- 1990年に開催されたオリックスブレーブス対福岡ダイエーホークス戦の試合中、照明が突然消灯し試合が一時中断するハプニングが発生した。これは草野球などの一般利用で照明設備を使用する際、タイマー制御によって21時になると照明が自動的に消灯（減光）する設定が組まれていたのを職員がタイマーを解除し忘れたために消灯したもの。
- 1992年に開催された秋季国民体育大会（べにばな国体）の高校野球（公開競技）・星稜対尽誠学園戦で、星稜の松井秀喜が第4打席で高校通算60本目となる本塁打を放った。なお、これが松井のプロ入り前の最終打席だった。
- 1993年6月22日に開催された近鉄対ロッテ戦で、6回表ロッテ攻撃中に近鉄先発投手高村祐が打者マックスに死球を与えたことに対しマックスが激怒。その際止めに入った近鉄の捕手山下和彦に暴行を働いたことから、両軍入り乱れての乱闘に発展。その後マックス、山下共々退場処分を受けた。なお、この乱闘時にロッテの同じ外国人選手のメル・ホールもマックス以上に山下に暴行を働いていたが（この年放送された珍プレー好プレーでこの乱闘シーンが取り上げられ、ホールが暴行しているシーンも流された）退場にはならなかった。
- 1995年8月12日に開催された日本ハム対オリックス19回戦は、当時オリックスに在籍していたイチローの人気も相まって25000人の観衆を集め、開場以来初の満員となった。[7]試合は6-2でオリックスが勝ち、1番センターで先発したイチローは5打数2安打だった。[8]
- 1999年7月11日に開催された横浜ベイスターズ対ヤクルトスワローズ戦は、25,000人収容のスタンドに27,000人が入場するという異例の事態となった。入場券の濫発に加え、前日に宮城球場で予定されていた同カードが雨天中止になったことも相まって、特に外野席は立錐の余地もない混雑を見せた。試合は打ち合いとなり延長10回、石井琢朗の適時打で横浜が7x－6でサヨナラ勝ちした。
- 2002年6月15日に開催されたヤクルト対横浜11回戦は、さくらんぼテレビの開局5周年記念事業として開かれ、当日はホームベース後方などさくらんぼテレビの広告が数カ所に掲出された。しかし、当日試合を中継したのは、さくらんぼテレビの開局前にフジテレビ系列に属していた山形テレビ（現在はテレビ朝日系列）[9]で、同局の画面にライバル局の目立つ広告が常に大きく映り込むという奇妙な番組になってしまった。
- 2005年、球団創設後初めて開催された楽天の一軍公式戦（対オリックス2連戦）は4月26日が6,053人、翌4月27日も6,362人と動員数が伸び悩んだ。翌2006年はセ・パ交流戦1試合（対横浜戦）が組まれたもののシーズン開幕前に取りやめとなった。球団側はこの時「来年は必ず山形で一軍戦を開催する」とコメントしたが、実際は2013年まで待たねばならず、2007年以降の楽天主催試合は前述の二軍公式戦の開催のみにとどまっている。
- 2008年7月1日に開催された横浜対広島東洋カープ10回戦は、3年ぶりの一軍公式戦となった。天童市出身の広島・栗原健太（日大山形高卒）は1-2のビハインドで迎えた4回の第2打席で同点9号ソロ本塁打を放つなど4打数3安打1打点。そのまま同点で迎えた7回には同じく天童市出身の横浜・加藤武治（山形南高卒）が登板し、先頭で同郷の栗原と対戦し中飛に退けた。しかし、一死一塁からスコット・シーボルに左越え適時二塁打を浴びて勝ち越しを許し、結局3-2で広島が勝利。栗原はヒーローインタビューで「ただいま!」と笑顔を見せたが、一方で敗戦投手となった加藤は「何とか抑えたかった」と唇を噛んだ。なお、これが球場改修前最後のプロ野球一軍の公式戦である。
- 2013年7月9日に本球場では5年振りの一軍公式戦となる巨人対ヤクルト戦を開催。巨人の山形での主催試合は1954年8月7日に山形市野球場で行われた洋松ロビンス（現・横浜DeNAベイスターズ）戦以来59年ぶりであった。試合は坂本勇人、阿部慎之助の連続ホームランなどで巨人が6対3で勝利。
- 2013年8月20日には楽天対日本ハム戦を開催。本球場での楽天主催の一軍公式戦としては実に8年振りとなった。試合は9対5で日本ハムが勝利。
- 2014年7月30日、前年に続いての楽天主催の一軍公式戦、対ソフトバンク戦を開催。この試合は東北放送とテレビユー山形で、本球場開催の試合としては初めて地上波のゴールデンタイムで生中継された。また、鶴岡市出身のソフトバンク・長谷川勇也（酒田南高卒）が出場したこともあり、観衆は17170人とほぼ満員となった。試合は3対0でソフトバンクが勝利したが、長谷川は3打数ノーヒットに終わった。
なお、楽天の本球場での戦績は2018年現在、7戦7敗となっているが、2018年に山形市のきらやかスタジアムで行われたオリックス戦で山形県初勝利を挙げている。
- また、野球の他にサッカー公式戦での使用例もある。1994年、当時JFLに昇格したばかりのNEC山形サッカー部（現：モンテディオ山形）が公式戦前半戦の数試合を開催した。これは当時山形県内に規定の照度を確保できる照明設備のある球技場や陸上競技場がなく、窮余の策として照明が整っている当球場を使用したもの。ピッチは天然芝が敷設されている外野のフィールドに加え、さらに内野やファウルエリアにも芝生を仮に敷設して使用した。6月9日に行われたJFLのNEC山形対柏レイソル戦は平日にもかかわらず15,835人の観衆を集めた。試合はカレカが前半まででハットトリックをマークし計4得点を挙げるなど、柏が終始圧倒。結局7－0で柏が勝利した。NEC山形はこの他に2試合を開催し、後半の日程も一部の試合で本球場を使用する予定だったが、その後の調整で山形県総合運動公園陸上競技場などに開催地を変更した。

## プロ野球公式戦開催実績
| 日付          | ホーム側   | スコア | ビジター側   | 備考                                   | 入場者数 |
| ------------- | ---------- | ------ | ------------ | -------------------------------------- | -------- |
| 1980年9月3日  | ヤクルト   | 7-2    | 広島         |                                        |          |
| 1983年6月28日 | ヤクルト   | 0-4    | 中日         |                                        |          |
| 1985年9月6日  | ヤクルト   | 12-4   | 中日         |                                        |          |
| 1986年5月10日 | 日本ハム   | 4-2    | 近鉄         |                                        |          |
| 1986年5月11日 | 日本ハム   | 0-10   | 近鉄         |                                        |          |
| 1986年6月18日 | ロッテ     | 4-6    | 阪急         |                                        |          |
| 1987年5月9日  | 日本ハム   | 5-5    | 南海         | 規定により9回時間切れ引き分け          |          |
| 1987年5月10日 | 日本ハム   | 5-1    | 南海         |                                        |          |
| 1987年9月4日  | ヤクルト   | 5x-4   | 中日         | 延長10回                               |          |
| 1988年5月7日  | 日本ハム   | 7-5    | 南海         |                                        |          |
| 1988年5月8日  | 日本ハム   | 3-11   | 南海         |                                        |          |
| 1988年6月11日 | ロッテ     | 7-0    | 阪急         |                                        |          |
| 1988年6月12日 | ロッテ     | 4-3    | 阪急         |                                        |          |
| 1989年5月13日 | 日本ハム   | 5-7    | ロッテ       | ロッテの村田兆治が通算200勝達成        |          |
| 1989年5月14日 | 日本ハム   | 5-8    | ロッテ       |                                        |          |
| 1989年6月13日 | ロッテ     | 2-7    | 近鉄         |                                        |          |
| 1990年5月20日 | 日本ハム   | 11-2   | ダイエー     |                                        |          |
| 1990年6月12日 | ロッテ     | 5-12   | オリックス   |                                        |          |
| 1990年7月7日  | 広島       | 7-6    | ヤクルト     |                                        |          |
| 1990年7月8日  | 広島       | 4-5    | ヤクルト     |                                        |          |
| 1990年8月11日 | オリックス | 6-2    | ダイエー     |                                        |          |
| 1990年8月12日 | オリックス | 7-6    | ダイエー     | オリックスの松永浩美が左右両打席本塁打 |          |
| 1991年6月18日 | オリックス | 3-7    | 西武         | 西武のデストラーデが左右両打席で本塁打 |          |
| 1991年6月19日 | オリックス | 5-6    | 西武         | 延長10回                               |          |
| 1991年8月20日 | 日本ハム   | 2-8    | ダイエー     |                                        |          |
| 1991年8月21日 | 日本ハム   | 0-2    | ダイエー     |                                        |          |
| 1992年7月14日 | オリックス |        | ロッテ       | 雨天中止                               |          |
| 1992年7月15日 | オリックス | 7x-6   | ロッテ       | 延長10回                               |          |
| 1993年5月29日 | 広島       | 5-6    | 阪神         |                                        |          |
| 1993年6月22日 | 近鉄       | 3-4    | ロッテ       | 延長10回                               |          |
| 1993年7月10日 | 横浜       | 2x-1   | 中日         | 延長12回                               |          |
| 1994年8月23日 | 日本ハム   | 6-10   | ダイエー     |                                        |          |
| 1995年5月30日 | 西武       | 3-1    | 日本ハム     |                                        |          |
| 1995年8月12日 | 日本ハム   | 2-6    | オリックス   |                                        |          |
| 1996年6月4日  | 西武       | 2-13   | 日本ハム     |                                        |          |
| 1996年8月24日 | 日本ハム   | 8-5    | ロッテ       |                                        |          |
| 1997年5月10日 | ヤクルト   | 8-4    | 横浜         |                                        |          |
| 1997年6月24日 | 西武       | 5-7    | ダイエー     | 延長10回                               |          |
| 1998年6月9日  | 西武       | 3-9    | ダイエー     |                                        |          |
| 1998年8月2日  | 横浜       |        | ヤクルト     | 雨天中止                               |          |
| 1999年6月1日  | 広島       | 8-6    | ヤクルト     |                                        |          |
| 1999年7月11日 | 横浜       | 7x-6   | ヤクルト     | 延長10回                               |          |
| 2001年6月20日 | 横浜       | 4x-3   | 広島         | 延長10回                               |          |
| 2002年6月15日 | ヤクルト   | 2-1    | 横浜         |                                        |          |
| 2004年5月11日 | 横浜       | 1-4    | 広島         |                                        |          |
| 2004年5月12日 | 横浜       | 3-2    | 広島         |                                        |          |
| 2005年4月26日 | 楽天       | 5-6    | オリックス   |                                        | 6,053    |
| 2005年4月27日 | 楽天       | 4-8    | オリックス   |                                        | 6,352    |
| 2005年7月26日 | 横浜       | 8-10   | 中日         |                                        | 7,149    |
| 2005年7月27日 | 横浜       | 2-2    | 中日         | 延長12回引き分け                       | 7,537    |
| 2006年6月6日  | 楽天       |        | 横浜         | 開幕前に楽天が開催を取り止める         |          |
| 2008年7月1日  | 横浜       | 2-3    | 広島         |                                        | 9,637    |
| 2013年7月9日  | 巨人       | 6-3    | ヤクルト     |                                        | 16,364   |
| 2013年8月20日 | 楽天       | 5-9    | 日本ハム     |                                        | 13,407   |
| 2014年7月30日 | 楽天       | 0-3    | ソフトバンク |                                        | 17,170   |
| 2015年6月24日 | 楽天       | 1-6    | オリックス   |                                        | 18,820   |
| 2016年5月17日 | 巨人       | 1-7    | DeNA         |                                        | 15,270   |
| 2016年7月5日  | 楽天       | 3-8    | 日本ハム     |                                        | 17,065   |
| 2017年6月6日  | 楽天       | 1-9    | DeNA         |                                        | 13,841   |
| 2017年6月27日 | ヤクルト   | 3-4    | 巨人         |                                        | 15,020   |
| 2022年6月28日 | 巨人       | 6-2    | 中日         |                                        | 11,562   |
| 2025年7月8日  | 巨人       | 5x-4   | 中日         |                                        | 10,798   |

| 日付          | 優勝チーム | スコア | 敗戦チーム |
| ------------- | ---------- | ------ | ---------- |
| 2006年9月30日 | 阪神       | 6-0    | ロッテ     |
| 2007年9月29日 | 中日       | 7-2    | 巨人       |

| 日付         | 勝利チーム   | スコア | 敗戦チーム   |
| ------------ | ------------ | ------ | ------------ |
| 2008年8月2日 | 全イースタン | 8-3    | 全ウエスタン |

## 施設概要
- グラウンド面積：12,690.8m2
- 両翼：100m（2009年までは91m）、中堅：120m
- 内野：クレー舗装、外野：天然芝
- 照明設備：照明塔6基（最大照度：投捕間2000Lx、内野1500Lx、外野1200Lx。照度可変）
- スコアボード：フルカラーLED方式
1980年の新築時はパネル式。1992年に磁気反転式に改修され、2013年春にスコアボード棟の全面改築によりフルカラーLED方式となった。
- 収容人数：25,000人
- 常設のフェンス広告は外野と内野の一部に掲出されてあるが、直接広告をフェンスに書くのではなく、横断幕をフェンスの上に張り付ける形式である。

## 交通
- 鉄道

JR山形駅より - 左沢線（所要約25分）羽前長崎駅より徒歩約15分
- バス

山交ビルバスターミナル2番のりば・山形駅前ターミナル（東口）3番のりばより - 山交バス「寒河江バスターミナル」方面行き（所要約40分）で「長崎桜町」バス停より徒歩約20分
対戦カードにより、シャトルバスの運行あり。山形市内から山交バスで40分、500円など。
- 自動車

山形自動車道・寒河江ICより - 約5分 (3km)
山形市より - 約30分 (16km)
寒河江市より - 約10分 (7km)
天童市より - 約25分 (15km)